# Sherburn (Minnesota)
Sherburn es una ciudad ubicada en el condado de Martin en el estado estadounidense de Minnesota. En el Censo de 2010 tenía una población de 1137 habitantes y una densidad poblacional de 480,3 personas por km².

## Geografía
Sherburn se encuentra ubicada en las coordenadas 43°39′17″N 94°43′38″O / 43.65472, -94.72722. Según la Oficina del Censo de los Estados Unidos, Sherburn tiene una superficie total de 2.37 km², de la cual 2.37 km² corresponden a tierra firme y (0%) 0 km² es agua.

## Demografía
Según el censo de 2010, había 1137 personas residiendo en Sherburn. La densidad de población era de 480,3 hab./km². De los 1137 habitantes, Sherburn estaba compuesto por el 98.68% blancos, el 0% eran afroamericanos, el 0% eran amerindios, el 0.26% eran asiáticos, el 0.09% eran isleños del Pacífico, el 0.09% eran de otras razas y el 0.88% pertenecían a dos o más razas. Del total de la población el 0.7% eran hispanos o latinos de cualquier raza.